# A Matter of Attitude
A Matter of Attitude è il secondo album in studio dei Fate, uscito nel 1986 per l'Etichetta discografica EMI Records.

## Tracce
1. I Won't Stop – 3:21
2. Hard as a Rock – 3:44
3. I Can't Stand Losing You – 4:50
4. Point of No Return – 3:48
5. Hunter – 4:13
6. Summerlove – 3:56
7. Farrah – 3:50
8. Get Up and Go – 3:19
9. Limbo a Go Go – 4:01
10. Do It – 2:32

## Formazione
- Jeff "Lox" Limbo - voce
- Hank Sherman - chitarra
- Pete Steiner - basso, tastiere
- Bob Lance - batteria

### Altri musicisti
- Svein Dag Hauge - chitarra addizionale
- Kjetil Bjerkestrand - tastiere addizionali
- Egil Eldoen - cori
- Frank Adahl - cori
- Lis Dam - cori